# Saint-Christol, Hérault
Saint-Christol este o comună în departamentul Hérault din sudul Franței. În 2009 avea o populație de 1.402 de locuitori.

## Evoluția populației
| An        | 1975 | 1982 | 1990  | 1999  | 2006  | 2009  |
| --------- | ---- | ---- | ----- | ----- | ----- | ----- |
| Populație | 681  | 815  | 1.076 | 1.215 | 1.335 | 1.402 |